# کانویر ۸۸۰
کانویر ۸۸۰ (به انگلیسی: Convair 880) یک هواگرد، باریک‌پیکر چهار موتوره ساخت شرکت کانویر است که بعنوان رقیبی برای هواپیماهای بوئینگ ۷۰۷ و داگلاس دی‌سی-۸ معرفی شده بود.